# Salvador (Torres Novas)
Pour les articles homonymes, voir Salvador (homonymie).
Salvador est une freguesia portugaise située dans le District de Santarém.
Avec une superficie de 1,85 km2 et une population de 2 201 habitants (2001), la paroisse possède une densité de 185,8 hab/km2.